# Caradrinopsis obscuraria
Caradrinopsis obscuraria là một loài bướm đêm trong họ Geometridae.